# Dajjal
Dajjal beskrivs inom islam som en ondskefull person som skall komma i slutet av tiderna. Ett tecken för de muslimskt troende är att han kommer att vara blind i ena ögat, en ingraverad text på pannan där det står "Kafir" på arabiska, vilket betyder icke troende. Det viktiga är att de mest hängivna muslimerna skall känna igen Dajjal som en falsk profet, som uppger sig vara gudomlig. Ordet Dajjal är också en benämning på arabiska som betyder bedragare, klåpare eller lögnare. Dajjal har inte nämnts i Koranen utan har nämnts i de profetiska traditionerna. Olika åsikter om betydelsen finns. I en av de sakerna profeten Muhammed sa, så kommer han att se mycket muskulös ut, hans skinn kommer att ha lite rödare ton, hans hår kommer att vara mörkt och krulligt. Dajjal är en av de 10 stora domedags punkterna inom Islam vars mål är förföra den stora delen av jordens befolkning med sina trick, magi, manipulationer och illusioner och få människor att tro att han är Gud. Under Dajjals sista sluttid så beskrivs han inom Islam att bli dräpt av Jesus. (Jesus sista återuppståndelse innan den totala domedagen) där Jesus sedan efter kommer att införa order på jorden efter Dajjals förödelse.  Ett annat namn för Dajjal på engelska är "The False Messiah" (Antikrist).